# Tratatul de alianță dintre România și Antanta
Tratatul de alianță a României cu Antanta a fost un acord internațional, secret încheiat între guvernul român și guvernele Antantei având ca obiect principal intrarea României în război, de partea acestei alianțe, pe timpul Primului Război Mondial. Acordul a fost semnat la 4/17 august 1916 la București, în locuința lui Vintilă Brătianu. de către Ion I.C. Brătianu, președintele Consiliului de Miniștri al României și reprezentanții diplomatici ai puterilor Antantei la București.:pp. 257-258

## Prevederi
La inițiativa lui Kitchener locotenent-colonelul Christopher Thomson, vorbitor fluent de franceză, a fost trimis la București  în 1915 ca atașat militar britanic cu misiunea de a atrage România în război. Acolo a realizat rapid că România este nepregătită și slab înarmată iar dacă s-ar confrunta cu o luptă pe trei fronturi împotriva Austro-Ungariei, Turciei și Bulgariei ar deveni mai degrabă un risc decât un avantaj pentru aliați. Această opinie a fost respinsă de Whitehall iar el a semnat (cu rele presimțiri) o convenție militară cu România la 13 august 1916.
Tratatul avea două părți: un tratat politic (șapte articole) și o convenție militară (șaptesprezece articole). Guvernul român urma să declare război Austro-Ungariei pe 28 august (stil nou) cel mai târziu. În schimb, România primea dreptul să anexeze următoarele teritorii:
- Transilvania, Crișana și Maramureș, teritorii guvernate de Ungaria dar cu majoritate etnică românească și minorități maghiare și germane, cu granița vestică ajungând la râul Tisa.
- Întregul Banat deținut de Ungaria, cu o populație mixtă maghiară, română, germană și sârbă.
- Cea mai mare parte a Bucovinei (cu excepția părții la nord de râul Prut), guvernată de Austria-Ungaria, cu o populație majoritară românească

În articolul IV România s-a obligat să nu construiască fortificații opuse Belgradului și să-i despăgubească pe sârbi din Banat pentru proprietățile lor dacă emigrează din România întermen de doi ani de la încheierea păcii. În articolul V al convenției politice semnatarii au promis că nu vor face pace separată. Antanta a garantat României egalitatea de drepturi cu aliații săi la Conferința de pace în articolul VI din tratatul politic. Articolul VII obligă semnatarii să păstreze secretul convenției până la semnarea unei păci generale.
Conform convenției militare România urma să atace Austria-Ungaria din sud în timp ce Rusia s-a angajat să înceapă o ofensivă pe frontul austriac pentru a sprijini avansul românesc în Transilvania. Înaltul Comandament rus a promis că va trimite două divizii de infanterie și o divizie de cavalerie în Dobrogea pentru a proteja spatele frontului de un atac bulgar. Francezii și britanicii s-au angajat să înceapă o ofensivă pe frontul de la Salonic pentru a obliga Bulgaria să iasă din război.
:p. 346

## Gallery

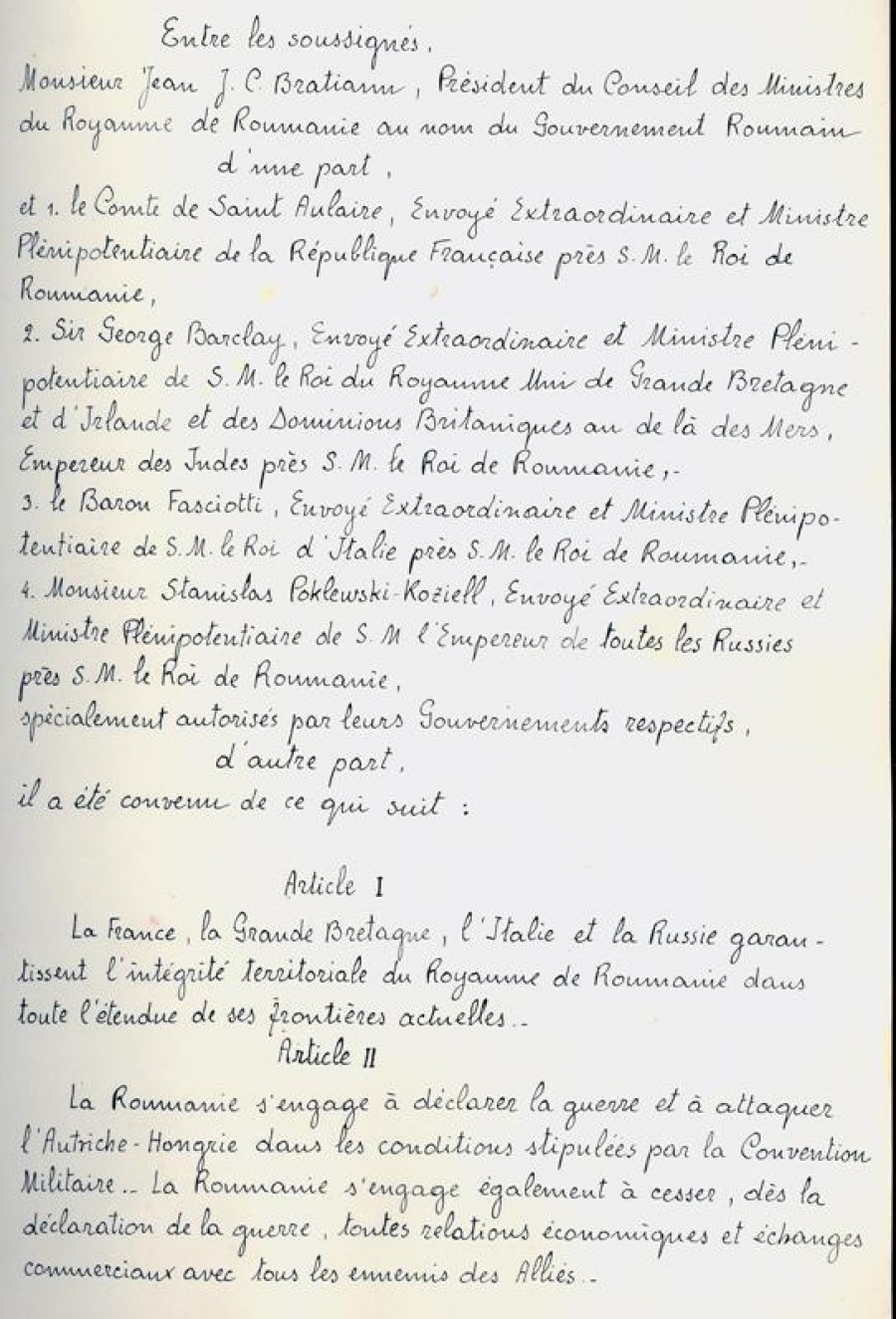
Tratatul politic (pag. 1)
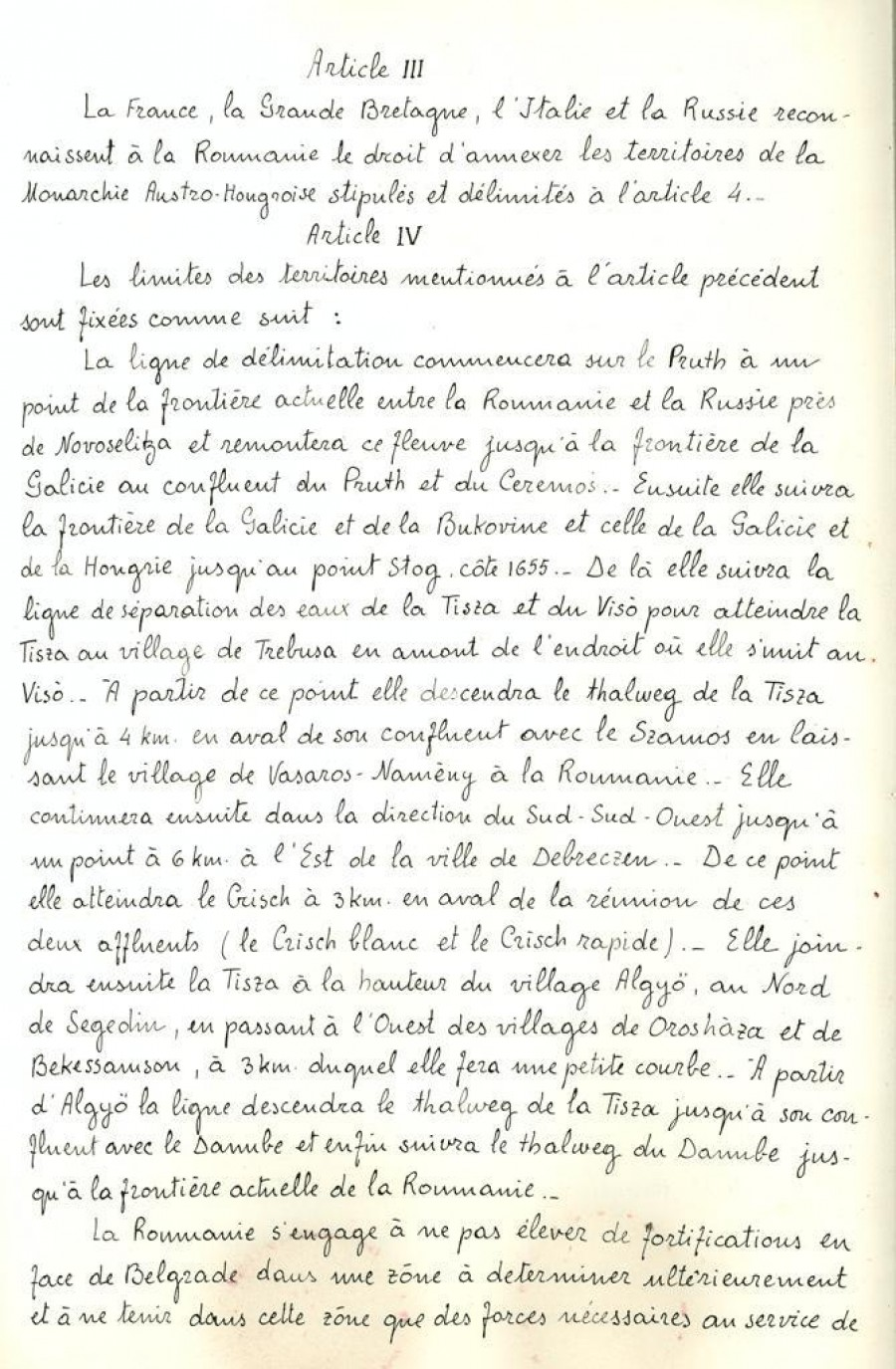
Tratatul politic (pag. 2)
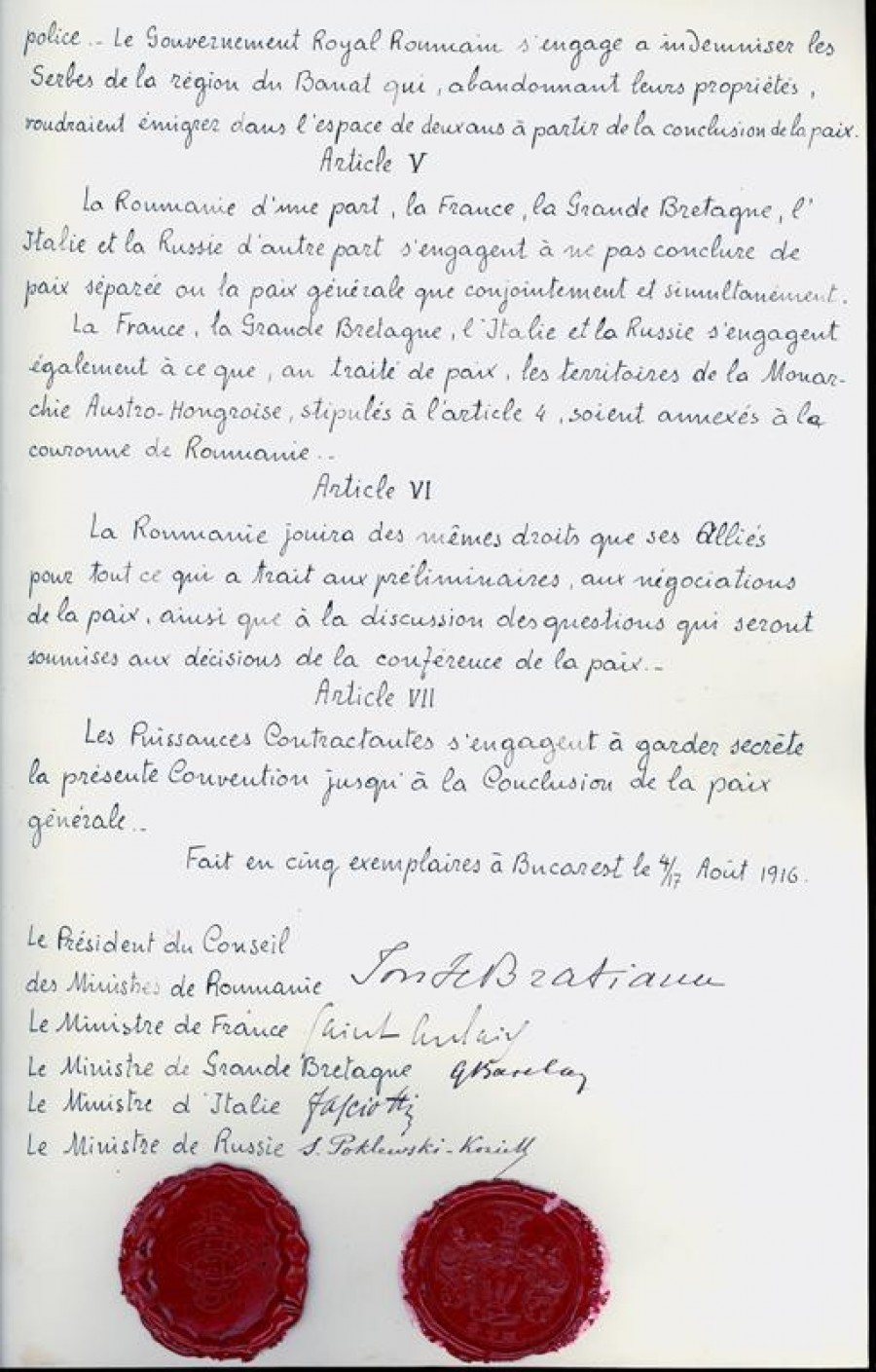
Tratatul politic (pag. 3)
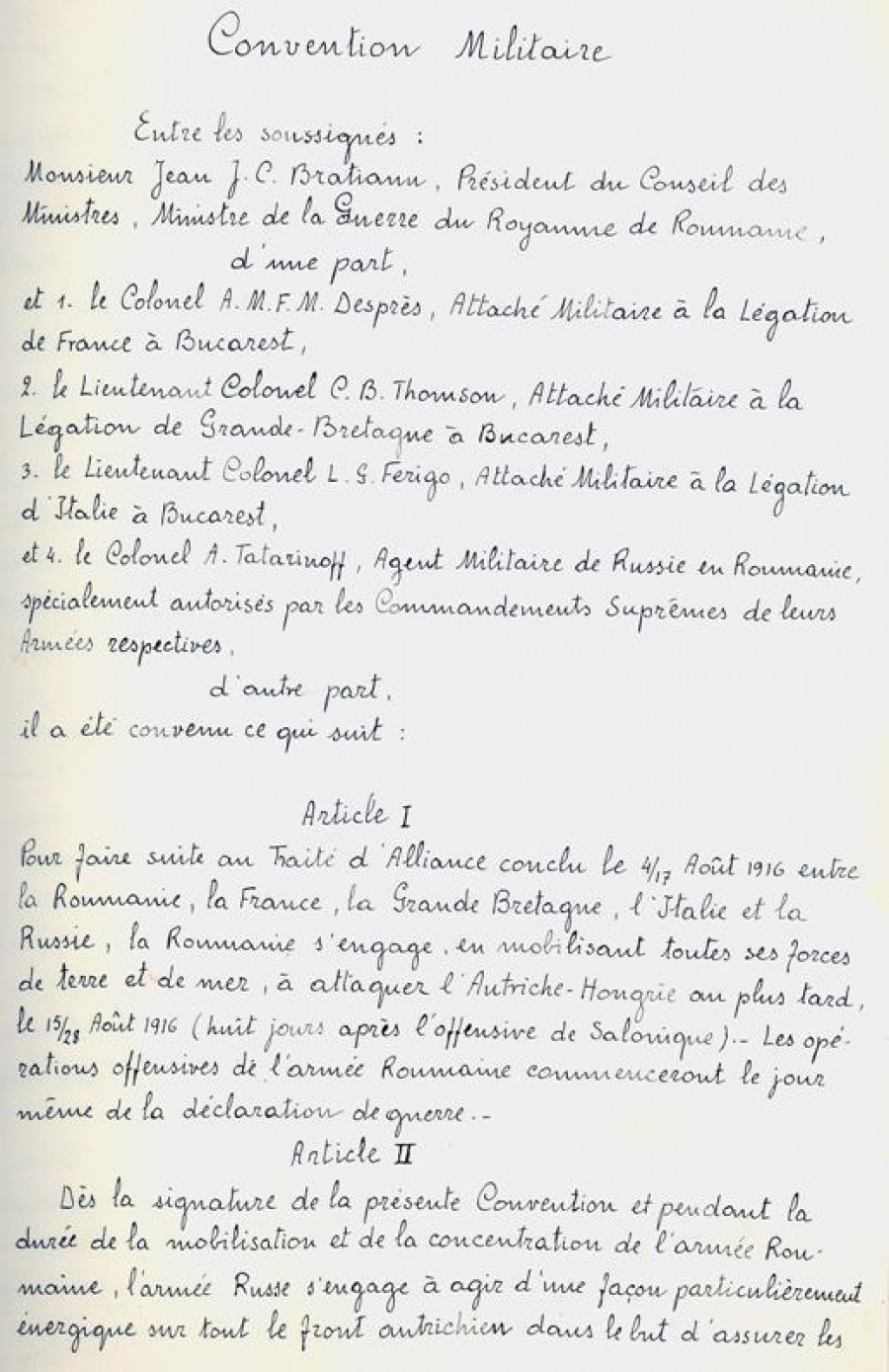
Convenția militară (pag. 1)
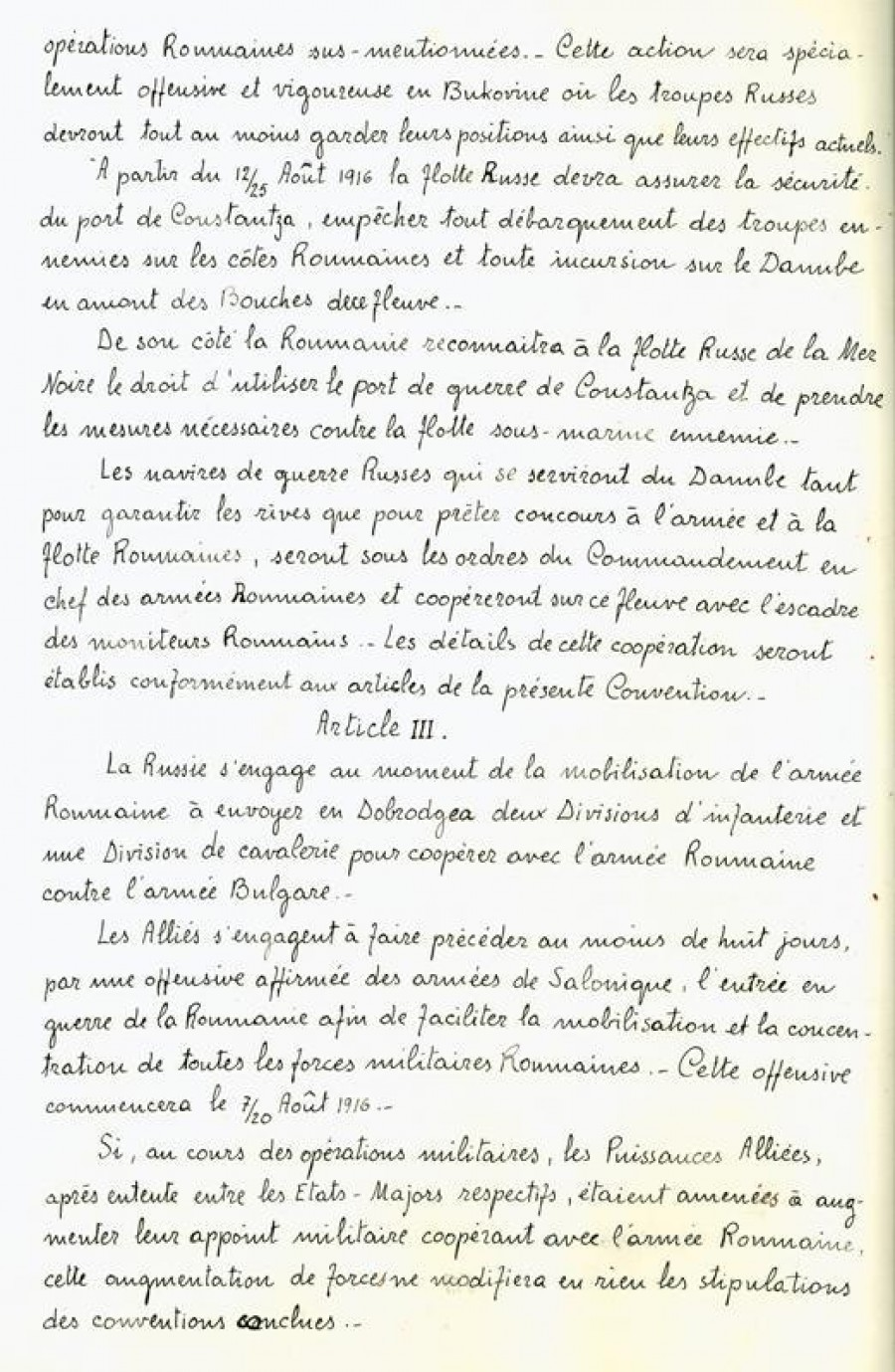
Convenția militară (pag. 2)
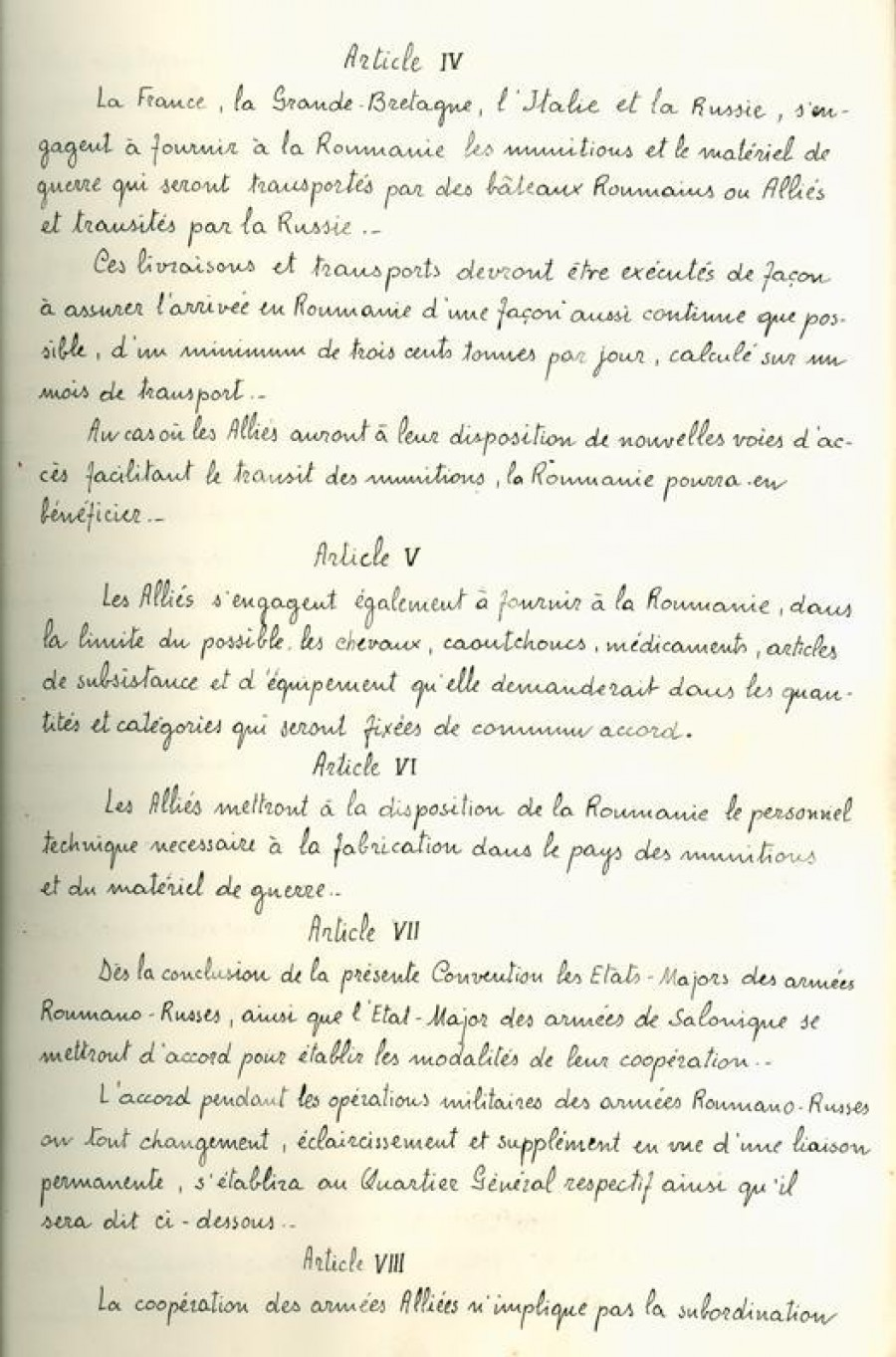
Convenția militară (pag. 3)